# J.Fla
Кім Чон Хва (кор. 김정화; нар. 10 червня 1987) більш відома під псевдонімом J.Fla (кор. 제이플라) — південнокорейська співачка, музикантка, композиторка, авторка пісень та ведуча YouTube-каналу. Після підписання контракту з Sony Music Japan, а потім з Ostereo Records, вона швидко стала відомою у світі завдяки популярності її кавер-версіям пісень англійською мовою.

## Музична кар'єра
Спочатку J.Fla писала багато пісень для різних артистів, в тому числі для доволі успішної японської співачки Юни Іто, що народилася в Америці.
22 серпня 2011, J.Fla створює youtube-канал «JFlaMusic», та завантажує свій перший кавер на пісню Beyonce — «Halo». Упродовж наступних п'яти місяців вона завантажила ще 15 кавер-версій популярних композицій.
17 лютого 2012 року, вона випускає інтернет-альбом з 8 треків під назвою «JFla's Cover 1».
В середині 2013 року випускає свій офіційний дебютний альбом, оригінальний мініальбом під назвою «바보 같은 Story».
Потім, з кінця 2014 року до середини 2016 року, вона випускає як мінімум шість додаткових мініальбомів (в основному це кавери пісень англійською мовою, а також деякі оригінальні пісні корейською мовою).
На початку 2017 року вона випустила перший повноформатний альбом Blossom. До листопаду того самого року вона випустила п'ять додаткових мініальбомів, та на її канал на YouTube підписалось понад 5 мільйонів осіб.
80 треків з усіх її мініальбомів були перевидані у квітні 2018 року під назвою Rose: The J.Fla Collection. Також упродовж 2018 року J.Fla випустила два цілком нових повноформатних альбоми, що включають кавери на самих різних артистів, включно з Taylor Swift, ABBA, The Chainsmokers, Ariana Grande, Maroon 5, Jamiroquai, Amy Winehouse, Corinne Bailey Rae та Queen.
16 листопада 2018 року J. Fla стала першим незалежним корейським ютубером, що отримав понад 10 мільйонів підписників.
Найбільш популярне відео на її каналі: Ed Sheeran — «Shape Of You (cover by J.Fla)», має понад 260 мільйонів переглядів та понад 2,8 мільйона вподобань.
На червень 2021 року, її канал має понад 17 мільйонів підписників та загальну кількість переглядів понад 3,3 мільярда.
6 вересня 2019 року була представлена нова власна пісня та музичне відео «Good Vibe», а 11 жовтня на YouTube-каналі JFlaMusic вийшло танцювальне відео «Are You My Villain».

## Дискографія

### Співпраця
- 진돗개 feat. J.Fla — 틱톡 (Jin Doggae feat. J.Fla — Tic Toc) (14 серпня 2013 року)

### Сингли та оригінальні пісні
- My Tiny Miracle (1 вересня 2014 року)
- Why (16 лютого 2015 року)
- 너에게 닿기를 / Hoping To Reach You (2 травня 2016 року)
- Baby Baby Baby (13 червня 2016 року)
- Good Vibe (6 вересня 2019 року)
- Are You My Villain (11 жовтня 2019 року)
- Starlight (8 Листопада 2019 року)

### Мініальбоми
- 바보 같은 Story / Stupid Story / Foolish Story (26 червня 2013 року)
- 화살 (Arrow) (15 грудня 2014 року)
- Cover Sessions (27 листопада 2015 року)
- 찬란육리 / Merry (21 березня 2016 року)
- Cover Sessions 2 (29 квітня 2016 року)
- 너에게 닿기를 / To Reach You (2 травня 2016 року)
- Grey Skies (29 червня 2016 року)
- Say Something (16 лютого 2017 року)
- Inspiration (24 лютого 2017 року)
- Orchid (26 травня 2017 року)
- Gold (9 червня 2017 року)
- New Rules (21 листопада 2017 року)

### Альбоми
- Blossom (10 березня 2017 року)
- Rose: The J.Fla Collection (26 квітня 2018 року)
- Believer (17 серпня 2018 року)
- Natural (7 грудня 2018 року)